# Tanya Roberts
Tanya Roberts, född Victoria Leigh Blum den 15 oktober 1949 i Bronx i New York, död 4 januari 2021 i Los Angeles i Kalifornien, var en amerikansk skådespelare. Hon var en stor sexsymbol under 1980-talet.

## Biografi
Roberts växte upp i Bronx men flyttade hemifrån när hon var 15 år. Hon började arbeta som fotomodell och studerade vid Actors Studio tillsammans med sin make, Barry Roberts. Hon började sin karriär med TV-reklamfilmer och Off-Broadway-föreställningar. Samtidigt arbetade hon som danslärare. Hon filmdebuterade 1975 i thrillern Forced Entry.
Hon flyttade till Hollywood tillsammans med sin make 1977 och där medverkade hon i ett par filmer, innan hon 1980 fick sitt stora genombrott i rollen som Julie Rogers i sista säsongen av TV-serien Charlies änglar. Därefter medverkade hon i Beastmaster och poserade för Playboy i oktober 1982. Detta följdes av bland annat titelrollen i Sheena, baserad på en tecknad serie av Will Eisner och rollen som Stacey Sutton i Roger Moores sista Bondfilm, Levande måltavla (1985).
Under 1990-talet medverkade hon mest i B-filmer innan hon 1998 fick en roll i TV-serien That '70s Show som Midge Pinciotti. Efter detta arbetade hon främst med radio.
Strax före jul 2020 fick hon en urinvägsinfektion som ledde till blodförgiftning. Komplikationerna blev svåra och hon fick livsuppehållande behandling. Den 3 januari 2021 uppgav hennes publicist att Roberts hade avlidit, och hennes anhöriga blev tvungna att dementera detta, men hon dog dagen efter.

## Filmografi i urval
- 1975 – Forced Entry
- 1976 – The Yum-Yum Girls
- 1978 – Fingers
- 1979 – Tourist Trap
- 1980–1981 – Charlies änglar (TV-serie)
- 1982 – Beastmaster
- 1983 – Murder Me, Murder You
- 1983 – I Paladini – storia d'armi e d'amori
- 1984 – Sheena - djungelns drottning
- 1985 – Levande måltavla
- 1986 – Body Slam
- 1988 – Purgatory
- 1990 – Night Eyes
- 1991 – Inner Sanctum
- 1993 – Sins of Desire
- 1994–1996 – Hot Line (TV-serie)
- 1998 – Busiga bävrar (TV-serie) (röst)
- 1998–2004 – That '70s Show (TV-serie)